# تستینگ
تستینگ (به فرانسوی: Zetting) یک کمون در فرانسه است که در Canton of Sarreguemines-Campagne واقع شده‌است.

## خصوصیات
تستینگ ۶٫۹۴ کیلومترمربع مساحت و ۷۷۴ نفر جمعیت دارد.